# Арбореа
Арборѐа (на италиански и на сардински: Arborea) е малко градче и община в Южна Италия, провинция Ористано, автономен регион и остров Сардиния. Разположено е на 7 m надморска височина. Населението на общината е 4084 души (към 2011 г.).
Градчето е било създадено в 1928 г. с името Мусолиния ди Сарденя (Mussolinia di Sardegna), в чест на Бенито Мусолини. След падането на фашизма в 1944 г. името се превръща в днешното название.